# In the Middle
In the Middle is een nummer van de Britse meidengroep Sugababes uit 2004. Het is de derde single van hun derde studioalbum Three.
"In the Middle" is een nummer met dancepop-, R&B- en funkinvloeden, en bevat een sample uit het nummer "U Know Y" van de Duitse dj Moguai. Het nummer werd een (bescheiden) hitje in een aantal Europese landen en Australië. In het Verenigd Koninkrijk bereikte het de 8e positie. In de Nederlandse Top 40 kwam het nummer een plekje hoger dan bij de Britten, en in de Vlaamse Ultratop 50 was het goed voor een 40e notering.